# جوي أوبراين
جوي أوبراين (بالإنجليزية: Joey O'Brien)‏، من مواليد 17 فبراير 1986 في دبلن في إيرلندا، لاعب كرة قدم إيرلندي.
بدأ مسيرته الكروية مع نادي بولتون واندررز الإنجليزي في عام 2004، وهو يلعب معهم حتى الآن، وفي موسم 2004/2005 أعير إلى نادي شيفيلد وينزداي الإنجليزي، ولعب معهم في 15 مباراة وسجل هدفين.
و هو يلعب مع منتخب أيرلندا لكرة القدم منذ عام 2006.

## روابط خارجية
- جوي أوبراين على موقع قاعدة بيانات كرة القدم.إي يو (الإنجليزية)
- جوي أوبراين على موقع ليكيب (الفرنسية)
- جوي أوبراين على موقع ناشيونال فوتبول تيمز (الإنجليزية)
- جوي أوبراين على موقع Soccerbase.com (لاعب) (الإنجليزية)
- جوي أوبراين على موقع Soccerway.com (الإنجليزية)
- جوي أوبراين على موقع عالم كرة القدم.نت (الإنجليزية)
- جوي أوبراين على موقع AS.com (الإسبانية)